# Leptobrachium bompu
Leptobrachium bompu es una especie de anfibios anuros de la familia Megophryidae nativo de Bután, China e India.

## Descripción
Es un miembro de tamaño medio del género Leptobrachium y posee una coloración pardo grisáceo en el dorso y cabeza. Se diferencia de otros miembros del género Leptobrachium, principalmente, por la coloración azul de los ojos, carácter que comparte con L. waysepuntiense. Además, presenta otros caracteres, tales como la ausencia de espinas en el labio superior en machos adultos, cabeza más ancha que larga, tímpano indistinto, segundo dedo más corto.
Los renacuajos pueden tener el espiráculo en el lado izquierdo del cuerpo o en el derecho. Los machos adultos cantan por la noche aunque también ocasionalmente también lo hacen al atardecer, con un sonido similar a un "kek kek kek kek".

## Sistemática
Fue descrita en 2011 por el equipo conformado por Sanjay Sondhi y Annemarie Ohler basándose en una ejemplar adulto macho recolectado en Bompu, ubicado a 1950 m de altitud en el Santuario de vida silvestre Eaglenest (estado de Arunachal Pradesh, India). Posteriormente, se describieron ejemplares en el Tíbet (China) y en el distrito de Sarpang (Bután).
EtimologíaRecibe su nombre específico en referencia a la localidad tipo donde fue descubierta.